# 札内川
札内川（さつないがわ）は、北海道十勝総合振興局管内を流れる十勝川水系の一級河川である。

## 河川名の由来
アイヌ語の「サッナイ（sat-nay）」（乾く・川）に由来し、道内各地の類似地名と同様、渇水期に砂利河原が広くなる川であることに由来する。

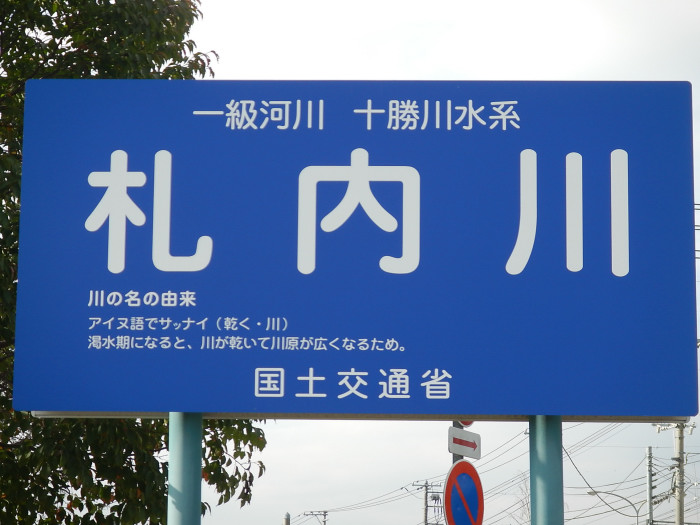
札内橋にある札内川の河川標識

## 流路
北海道河西郡中札内村北西に位置する日高山脈の札内岳付近に源を発し南東に流れる。とかちリュウタン湖を作る札内川ダムで向きを東に変える。中札内村の南札内で十勝平野に出て、扇状地を作る。十勝平野を北東へ流れ、帯広市の東の河東郡音更町と中川郡幕別町の境界で十勝川に合流する。

## 自然
季節的に水がまったくなくなる涸れ川（水無川）である。水がなくなるのは1月から3月の約3か月間と、7月から8月の約1か月間で、涸れる場所は南札内の扇状地。ここは上流から運ばれた砂礫が急に平野に出て堆積した場所である。隙間が多い砂礫は水を通しやすく、ふだんから川底から水が地下に浸透している。冬と夏の渇水期には全量が浸透し、地上の流れが消えてしまうのである。地下に入った水は、扇状地の端で大部分札内川に復帰する。
上流域は日高山脈襟裳十勝国立公園に指定されている。河畔には北方樹木であるケショウヤナギが隔離分布している。

## 歴史
2016年8月には、流域内の集中豪雨（平成26年8月豪雨）により、帯広市大正橋下流左岸の堤防が300ｍにわたって決壊。住宅や倉庫、ソーラー発電施設など浸水面積は50haに及んだ。

## 利水
札内川の水は、帯広市をはじめとする十勝川流域の水道の半分近くをまかなっている。国土交通省の行っている一級河川の水質調査において平成3、5、7～9、11、14年の7回、1位に選ばれた。
札内川ダムは、1997年12月に運用が開始された。

## 流域の自治体
北海道
河西郡中札内村、帯広市、中川郡幕別町、河東郡音更町

## 支流
- 戸蔦別川
- 売買川
- 帯広川
- ヌプカクシュナイ川
- コイカクシュサツナイ川
- 六ノ沢
- 八ノ沢
- 十の沢

## 主な橋梁
- 札内二股橋 - 北海道道111号静内中札内線
- 虹大橋
- 上札内橋 - 北海道道240号上札内帯広線
- 中札内橋 - 北海道道55号清水大樹線
- 中島新橋
- 大正橋
- 第二大川橋 - 北海道道62号豊頃糠内芽室線
- 南帯橋 - 国道236号
- 川西大橋 - 帯広広尾自動車道
- 愛国大橋
- 札内清柳大橋 - 北海道道151号幕別帯広芽室線
- 札内川橋梁 - JR根室本線
- 札内橋- 国道38号